# 環境正義基金會
环境正义基金会（英語：Environmental Justice Foundation，簡稱“EJF”) 是一家關注於環境和人權問題的非政府组织，由史蒂夫·特伦特（英語：Steve Trent）和朱丽叶·威廉姆斯（英語：Juliette Williams）创立于2000年，總部位於英國。它倡导全球环境正义，其定义为“在一个野生动植物能够与人类共同繁荣的世界里，每个人都能平等地享有安全健康的环境。” 
EJF主要在五个领域活動：海洋、气候、森林、野生动物和生物多样性、和棉花。